# Bernez Tangi
Bernez Tangi (Carantec, 11 giugno 1949) è un poeta, cantante e pittore francese in lingua bretone.
È stato uno dei creatori del gruppo  Storlok negli anni settanta.
Ha rifiutato il premio Du-mañ, attribuitogli dal canale televisivo regionale France 3 Ouest per la raccolta Rod nel 2001, per protestare contro il debole posto della lingua bretone nei mass media pubblici.